# آلبانیا (لا گواخیرا)
آلبانیا (لا گواخیرا) (به اسپانیایی: Albania, La Guajira) یک سکونتگاه مسکونی در کلمبیا است که در بخش لا گواخیرا واقع شده‌است.

## خصوصیات
آلبانیا ۴۲۵ کیلومترمربع مساحت و ۲۰٬۸۹۸ نفر جمعیت دارد و ۳۲۰ متر بالاتر از سطح دریا واقع شده‌است.